# 华山寺
华山寺，位于中国广东省汕尾市陆丰市南塘镇华山，为陆丰市的一个市级文物保护单位，类型为古建筑，公布时间为2004年12月31日。
华山寺的历史年代为明代。